# Hermann Hepp (Politiker)

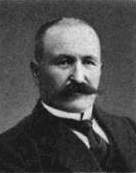
Hermann Hepp

Hermann Hepp (* 30. November 1859 in Seelbach; † 13. März 1919 ebenda) war ein deutscher Landwirt, Politiker und Abgeordneter des Deutschen Reichstages.

## Leben
Hermann Hepp wurde am 30. November 1859 in Seelbach im späteren Oberlahnkreis (heute Landkreis Limburg-Weilburg) geboren. Er besuchte die dortige Volksschule vom 6. bis zum 14. Lebensjahr und später die landwirtschaftliche Winterschule in Weilburg von 1876 bis 1878. Er erlernte die Landwirtschaft im väterlichen Betrieb und übernahm diesen selbstständig 1888. Er diente von 1879 bis 1882 beim Lauenburgischen Jägerbataillon Nr. 9 und wurde Reserveoberjäger. Im Jahr 1892 wurde er Bürgermeister von Seelbach. Er wurde Mitglied des Kreisausschusses und des Kreistages des Oberlahnkreises, Leiter zweier landwirtschaftlicher Genossenschaften und stellvertretender Verbandsdirektor des Verbands der Nassauischen landwirtschaftlichen Genossenschaften in Wiesbaden sowie Mitglied der Landwirtschaftskammer.
Sein Sohn Karl Hepp wurde am 10. Februar 1889 geboren und folgte ihm später nicht nur in der Bewirtschaftung des landwirtschaftlichen Hofes und als landwirtschaftlicher Funktionär in zahlreichen Verbänden nach, sondern auch als Abgeordneter im Deutschen Reichstag und schließlich im Deutschen Bundestag.

## Abgeordneter
Hermann Hepp war für den 4. Wahlkreis (Ober- und Unterlahnkreis: Limburg, Diez, Runkel, Weilburg, Hadamar) im Regierungsbezirk Wiesbaden in der 13. Wahlperiode (1912) Mitglied des Deutschen Reichstages für die Nationalliberale Partei (NLP).